# Marina Heredia
Pour les personnes ayant le même patronyme, voir Heredia.
Marina Heredia Ríos, née à Grenade (Espagne) le 10 avril 1980, est une chanteuse de flamenco espagnole.

## Biographie
Marina Heredia Rios est née à Grenade le 10 avril 1980, dans l'un des berceaux du flamenco universel, dans l'ancien quartier arabe L'Albaicín, face à l'Alhambra. Elle appartient à une famille ayant une longue tradition du flamenco: Marina Heredia est la fille de l'un des grands interprètes de ce genre musical, Jaime Heredia "Le Parrón" et la petite-fille de Rosa Heredia, connu sous le nom Rochina, matriarche tzigane.
Marina Heredia a commencé à danser à l'école Mariquilla. 
À 13 ans, elle fait son premier enregistrement studio.

## Discographie
- Me duele, me duele (2001)
- La voz del agua (2007)
- Marina (2010)
- A mi tempo (2013)
- Malgré La Nuit (1994)
- Patriarca. Miguel Ángel Cortés (1999)
- La Maestranza. José María Gallardo (1999)
- Tengamos la fiesta en paz. VV.AA. (2000)
- Folk. Howie B (2001)
- El sueño ligero. Raúl Alcover (2002)
- Homenaje a Jeros. VV.AA. (2002)
- Por Camarón. VV.AA. (2002)
- Pan con aceite y azúcar. Jaime Heredia "Parrón" (2007)
- Una guitarra en Granada. Juan Habichuela (2007)
- A un Musical de Nacho Cano. Nacho Cano (2009)
- Tango. Mano a mano con. José Manuel Zapata (2010)
- Flamenco PA'TOS. VV.AA. (2001)
- Las 101 canciones más flamencas. VV.AA. (2001)
- Mucho Flamenco (2CD). VV.AA. (2002)
- Pa saber de flamenco. VV.AA. (2003)
- Flamenco (3CD). (2003)
- El Flamenco es Universal (2CD). VV.AA. (2003)
- Sabor Flamenco 2003. VV.AA. (2003)
- Flamenco Woman. VV.AA. (2004)
- Pa saber de flamenco 2. VV.AA. (2004)
- El flamenco es universal. Vol 2. VV.AA. (2004)
- Rumba y compás. VV.AA. (2006)
- Flamencópolis. VV.AA. (2006)
- Sabor Flamenco 2006. VV.AA. (2006)
- Pa saber de tangos. VV.AA. (2008)
- Habas contadas (2CD). Juan Habichuela (2009)